# Olle Högstrand
Olle Högstrand (Årjäng, 18 septembre 1933 - Johanneshov, district de Stockholm, 16 mars 1994) est un journaliste et un auteur suédois de roman policier.

## Biographie
Il travaille dans le milieu journalistique avant d'aborder le roman policier par des thrillers politiques (Derrière les masques) qui lorgnent parfois vers le roman d'espionnage (Mic-mac en Suède).  Il écrit également quelques romans de procédure policière qui rappellent l'univers de Maj Sjöwall et Per Wahlöö (Un désaxé).
Fort respecté en Suède et traduit en plusieurs langues, ses romans connaissent des adaptations à la télévision et au cinéma.  Deux d'entre eux, Derrière les masques et Från säker källa, remportent le Prix Expressen Sherlock en 1971 et 1975 respectivement.

## Œuvre

### Romans
- Maskerat brott (1971) Publié en français sous le titre Derrière les masques, Paris, Librairie des Champs-Élysées, coll. Le Masque no 1244, 1972
- Spelarna (1972) Publié en français sous le titre La Dernière Ligne droite, Paris, Librairie des Champs-Élysées, coll. Le Masque no 1309, 1974 ; réédition, Paris, Librairie des Champs-Élysées, coll. Club des Masques no 365, 1979
- Skulden (1973) Publié en français sous le titre Mic-mac en Suède, Paris, Librairie des Champs-Élysées, coll. Le Masque no 1405, 1975
- Mördaren (1974) Publié en français sous le titre Un désaxé, Paris, Librairie des Champs-Élysées, coll. Le Masque no 1450, 1976
- Pojke i gränsland (1974)
- Från säker källa (1975)
- Basker blå (1975)
- Simmarflickan (1976)
- Familjen (1977)
- Onda ögon (1979)
- När hela socknen brann (1979)

## Sources
- Jacques Baudou et Jean-Jacques Schleret, Le Vrai Visage du Masque, vol. 1, Paris, Futuropolis, 1984, 476 p. (OCLC 311506692), p. 244-245.
- Claude Mesplède, Dictionnaire des littératures policières, vol. 1 : A - I, Nantes, Joseph K, 2007, 1054 p. (ISBN 978-2-910-68644-4, OCLC 315873251), p. 982-983.